# Trondheim község
Trondheim község (norvégul: Trondheim kommune) Norvégia 431 községének (kommune, helyi önkormányzattal rendelkező közigazgatási egység) egyike.

## Települések
A község települései (200 lakos felett):
| Település | Népesség | Megjegyzés         |
| --------- | -------- | ------------------ |
| Bratsberg | 288      |                    |
| Langørjan | 401      |                    |
| Malvik    | 534      |                    |
| Ringvål   | 432      |                    |
| Spongdal  | 447      |                    |
| Trolla    | 502      |                    |
| Trondheim | 198 777  | A község székhelye |